# Danakilia
Danakilia ist eine artenarme, nur aus zwei beschriebenen Arten bestehende Fischgattung aus der Familie der Buntbarsche (Cichlidae). Sie kommt in zwei Seen in Nordostafrika in der heißen und extrem trockenen Danakilsenke vor. Die beiden Seen sind der von Grundwasser gespeiste Afrerasee im Norden von Äthiopien und, 160 km nördlich davon, der Abaededsee in Eritrea. Der wissenschaftliche Name der Gattung wurde von ihrem Verbreitungsgebiet abgeleitet.

## Arten
- Danakilia dinicolai Stiassny, de Marchi & Lamboj, 2010, Abaededsee
- Danakilia franchettii (Vinciguerra, 1931), Afrerasee

Außerdem wurden Cichliden der Gattung in drei Wadis in Eritrea gefunden (Danakilia sp. Sukoray). Ihr taxonomischer Status ist noch unklar.

## Merkmale
Danakilia-Arten haben eine typische Buntbarschgestalt, sind gedrungen und werden 7,4 bis 9,6 cm lang. Danakilia dinicolai besitzt eine längere Rückenflosse, die 31,1 bis 38,7 % der Standardlänge einnimmt, gegenüber 21,7 bis 30,6 % bei D. franchettii. Bei beiden Arten wird die Rückenflosse von 13 bis 15 Stachelstrahlen und 9 bis 11 Weichstrahlen gestützt. Die Afterflosse hat drei Stacheln und 7 bis 8 (bis 10 bei D. franchettii) Weichstrahlen. Die Wirbelzahl liegt bei 25 – 27. Auf der Wange befinden sich zwei bis drei Schuppenreihen. Der Pharyngealiaknochen ist bei D. franchettii kurz, nur wenig länger als breit und bei ausgewachsenen Tieren in der hinteren Reihe mit 26 bis 36 großen, abgeflachten Zähnen besetzt. Bei D. dinicolai ist er länger als breit (30 bis 32 % der Kopflänge (25 bis 27 % bei D. franchettii)) und in der hinteren Reihe mit 40 bis 48 Zähnen besetzt.

## Systematik
Danakilia gehört in der Unterfamilie der Pseudocrenilabrinae (Buntbarsche Afrikas und des Nahen Ostens) zum Tribus Oreochromini und ist wahrscheinlich am nächsten mit Iranocichla aus dem südlichen Iran und Tristramella aus dem Jordantal verwandt. Die nahe Verwandtschaft von Iranocichla und Tristramella konnte auch durch den Vergleich von DNA-Sequenzen bestätigt werden, die Verwandtschaft mit Danakilia aber nicht, da keine DNA-Proben vorlagen. In die weitere Verwandtschaft aller drei Gattungen gehört die Gattung Sarotherodon und die Buntbarsche des kamerunischen Barombi Mbosee. Alle Buntbarsche aus dieser Verwandtschaftsgruppe sind Maulbrüter.

## Gefährdung
Danakilia franchettii wird von der IUCN als stark gefährdet (Endangered) eingeschätzt. Die Gefährdung besteht vor allem in dem kleinen Verbreitungsgebiet, das eine Fläche von nur 125 km² hat, und in den menschlichen Aktivitäten, vor allem zum Zweck der Salzgewinnung um den See. Danakilia dinicolai wird von der IUCN nicht gelistet.